# Aicha vorm Wald
Aicha vorm Wald är en kommun och ort i Landkreis Passau i Regierungsbezirk Niederbayern i förbundslandet Bayern i Tyskland.  Den har cirka 2 400 invånare. I kommunen ligger slottet Aicha vorm Wald.

## Vänorter
- Großraming, Österrike, sedan 1979